# 脂肪酸ニトリラーゼ
脂肪酸ニトリラーゼ(Aliphatic nitrilase, EC 3.5.5.7)は、以下の化学反応を触媒する酵素である。
R-CN + 2 H2O {\displaystyle \rightleftharpoons } R-COOH + NH3
従って、この酵素の2つの基質は、脂肪族ニトリル(R-CN)と水、一方、2つの生成物は、カルボン酸(R-COOH)とアンモニアである。
この酵素は、加水分解酵素の中で、ペプチド結合以外の炭素-窒素結合、特にニトリルに作用するものとして分類される。スチレン分解に関与している。